# Antonio Acevedo Escobedo
Antonio Acevedo Escobedo (Aguascalientes, Aguascalientes, 23 de enero de 1909-Ciudad de México, 4 de febrero de 1985) fue un escritor, periodista, crítico literario y académico mexicano.

## Semblanza biográfica
En su ciudad natal trabajó como tipógrafo desde su niñez a los 11 años. Se trasladó a la Ciudad de México en donde inició su carrera literaria trabajando en el periódico La Antorcha, tuvo la oportunidad de conocer y trabajar con José Vasconcelos. Posteriormente colaboró con los periódicos El Nacional, Excélsior, y El Universal, así como con las revistas Arquitectura, Artes del Libro y Revista de Revistas.
Fue director del Departamento de Literatura del Instituto Nacional de Bellas Artes de 1959 a 1971. Fue nombrado miembro de número de la Academia Mexicana de la Lengua a la cual ingresó el 26 de septiembre de 1969 para ocupar la silla XVI. C . Murió en la Ciudad de México el 4 de febrero de 1985.Sus obras literarias son numerosas y en las cuales se encuentran múltiples géneros, tales como: poesía, teatro, el cuento y el ensayo.
En 1980 cumplía 50 años como escritor y fue considerado uno de los mejores escritores contemporáneos.
En el Salón de Cabildos del H. Ayuntamiento Hidrotermopolitano, en sesión solemne lo declararon  "Hijo Predilecto de Aguascalientes". Además de que la Universidad del Estado lo declaró "Doctor Honoris Causa" y en su honor a la calle céntrica de Palmira le fue puesto su nombre.
Hoy en día algunas de sus obras más importantes pueden ser vistas en la biblioteca del Archivo Histórico del Estado las cuales son: la antología Letras sobre Aguascalientes (1963), El azufre en México (1956).
Como bibliófilo acumuló una colección de 15 000 ejemplares los cuales donó al Instituto de Cultura de Aguascalientes y fueron colocadas en un pabellón con su nombre que se encuentra y forma parte de la biblioteca Enrique Fernández Ledesma.

## Obras publicadas
- Sirena en el aula, en 1935.
- ¡Ya viene Gorgorio Esparza!, el matón de Aguascalientes, en 1944.
- Los días de Aguascalientes, en 1952.
- El azufre en México, en 1956.
- Mi Caballito Blanco 1943
- ¡Ya viene Gorgonio Esparza! El Maton de Aguascalientes 1944
- En la Feria de San Marcos 1951
- Los dias de Aguascalientes 1952[6]